# 阿道弗·洛佩斯·马特奥斯

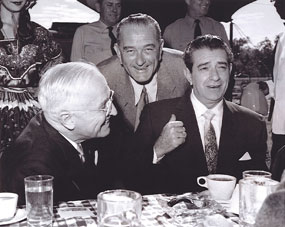
洛佩斯总统与未来的美国总统林登·贝恩斯·约翰逊和前总统杜鲁门，1959年

阿道弗·洛佩斯·马特奥斯（西班牙語：Adolfo López Mateos，西班牙語發音：[aˈðolfo ˈlopes maˈteos] ⓘ；1910年5月26日—1969年9月22日），墨西哥政治家，墨西哥总统（1958—1964），在任期间扩大了工业发展和土地改革成果。

## 生平
洛佩斯·马特奥斯出生于阿蒂萨潘-德萨拉戈萨的一个牙医家庭，然而墨西哥学院有一个出生证明和一些存档说他1909年9月10日出生在危地马拉的帕齊西亞。
1929年他毕业于托卢卡的科学和文学研究所，在那里他成为社会主义工党的代表和学生领袖。他曾是图书馆管理员和西班牙-美国文学教师，后进入联合国工作，开始其担任公职的生涯。原是反对党社会主义联盟的成员。1929年参加执政党国民革命党（制度革命党）。数月后任该党托卢卡地方委员会书记。曾到美国、阿根廷和瑞士参加国际会议，并曾任驻哥斯达黎加大使。1946年—1952年当选为联邦参议院议员，后任革命制度党（PRI）总书记。1952年，他成为阿道弗·鲁伊斯·科尔蒂内斯总统的劳工部长。在任劳工部长期间，他善于调解各种争端，并参与起草美墨移民劳工条约。1958年，他当选为墨西哥总统，任至1964年。6年总统任期虽然被指控贪污而蒙上阴影，但他加强了工业化程度，扩大了土地改革法的范围，并且发起了一次扫盲运动。执政期间，废除了美资硫磺公司的土地租让权，并把美资电力公司收归国有。
洛佩斯成年后饱受偏头痛的折磨，此后他被诊断出患有一些脑动脉瘤，最后导致昏迷，于1969年去世。

## 延伸阅读
- Biography at Mexico Connect （页面存档备份，存于）
- Biography at Historical Text Archive
- （西班牙文） Biography
- Camp, Roderic A. Mexican Political Biographies. Tucson, Arizona: University of Arizona, 1982.

| 官衔                            | 官衔                 | 官衔                            |
| ------------------------------- | -------------------- | ------------------------------- |
| 前任： 阿道弗·鲁伊斯·科尔蒂内斯 | 墨西哥总统 1958–1964 | 繼任： 古斯塔沃·迪亚斯·奥尔达斯 |